# West Voe (Burra)

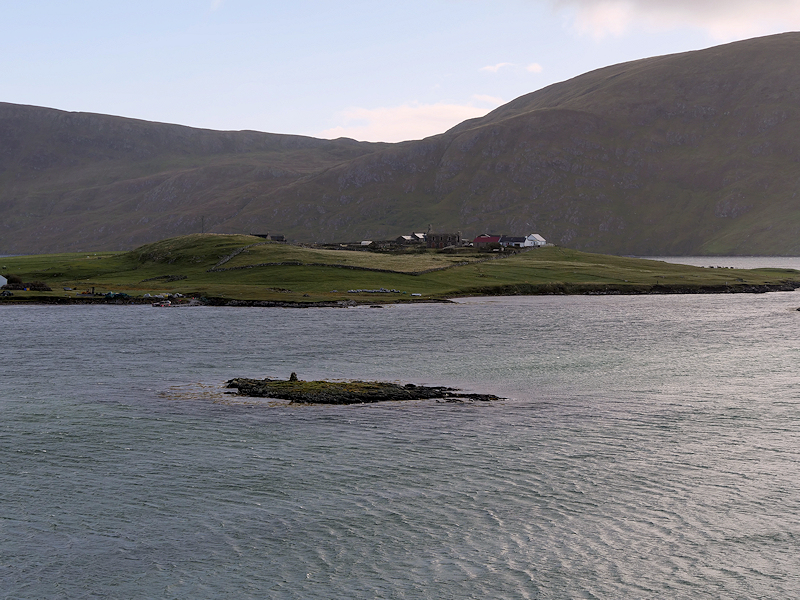
Die West Voe, Blick auf Houss

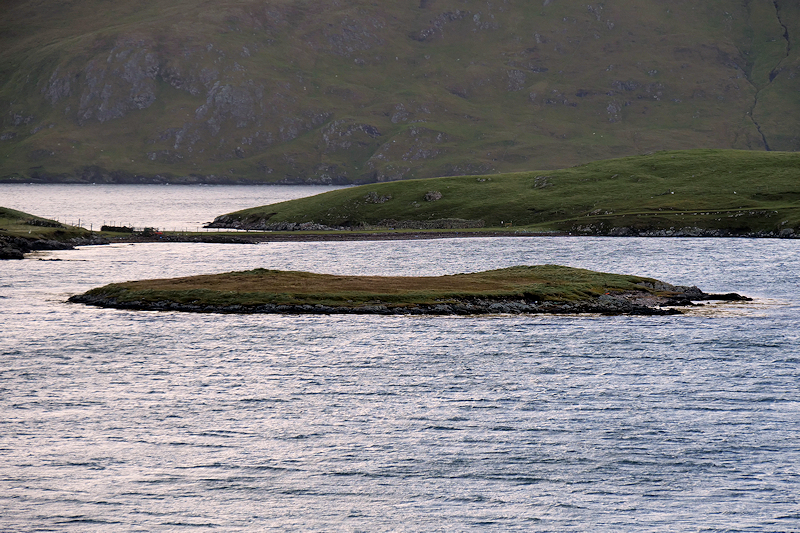
Inseln in der Bucht

Die West Voe ist eine Meeresbucht (Voe), die im Südwesten der zu Schottland zählenden Shetlands liegt.

## Geographie
Die West Voe bildet den südlichen Teil einer Wasserstraße, die den südlichen Teil der Inseln West Burra und East Burra voneinander trennt, den nördlichen bildet die South Voe. Die einzige Ortschaft am Ufer ist Houss im Osten.

## Historisches
Im Rahmen der historischen Gliederung Schottlands in Civil Parishes zählt die West Voe zu Lerwick.